# Wheels of Fire
| Recensione                        | Giudizio   |
| --------------------------------- | ---------- |
| AllMusic                          | [ 2 ]      |
| About.com                         | [ 3 ]      |
| The Encyclopedia of Popular Music | [ 4 ]      |
| MusicHound                        | [ 5 ]      |
| Rolling Stone                     | (Positivo) |
| Chicago Tribune                   | [ 7 ]      |
| Musician                          | (Positivo) |
| The Daily Vault                   | A          |
| Piero Scaruffi                    | 7/10       |

Wheels of Fire è il terzo album del gruppo rock britannico Cream, pubblicato nel 1968; è un doppio album, con il primo disco registrato in studio e il secondo dal vivo.
Raggiunge la prima posizione nella Billboard 200 per quattro settimane, in Australia per quattro settimane, in Canada, e la terza nel Regno Unito.
Il singolo White Room raggiunse la prima posizione in Australia, la seconda in Olanda, Canada e Nuova Zelanda e la sesta nella Billboard Hot 100.

## Descrizione
Fu deciso che il terzo disco dei Cream sarebbe stato un album doppio nel quale il produttore della Atco Records Felix Pappalardi e il gruppo avrebbero incluso varie esecuzioni dal vivo. A differenza di Disraeli Gears, che era stato registrato in una manciata di giorni, le sessioni in studio per Wheels of Fire si svolsero per brevi periodi nel corso di molti mesi. La band e Pappalardi avevano, nel luglio-agosto 1967, inciso del materiale presso gli IBC Studios di Londra. Le sedute proseguirono agli Atlantic Studios nel settembre, ottobre e dicembre 1967.
Ulteriore lavoro fu svolto alla Atlantic nel febbraio 1968, durante una pausa del tour della band. Il mese seguente, Pappalardi ordinò di spedire a Los Angeles uno studio di registrazione mobile al Fillmore Auditorium e al Winterland Ballroom di San Francisco. Sei concerti furono registrati a San Francisco da Pappalardi e dall'ingegnere del suono Bill Halverson, e il materiale extra non incluso in Wheels of Fire finì in Live Cream e Live Cream Volume II. Le registrazioni in studio e il missaggio per l'album furono completati nel giugno 1968, quasi un anno dopo l'inizio delle sessioni.
Il batterista della band Ginger Baker compose tre canzoni per l'album insieme al pianista Mike Taylor. Il bassista Jack Bruce co-scrisse quattro brani con il poeta Pete Brown. Infine, il chitarrista Eric Clapton contribuì al disco scegliendo due brani blues da reinterpretare. Per il secondo disco dal vivo, Felix Pappalardi scelse Traintime perché gli piaceva Jack Bruce alla voce e all'armonica a bocca, e Toad per il lungo assolo di batteria di Ginger Baker, mentre Spoonful e Crossroads furono utilizzate per illustrare l'abilità di Eric Clapton alla chitarra.

## Tracce

### In the Studio(disco uno)
1. White Room – 4:58 (J. Bruce, P. Brown)
2. Sitting on Top of the World – 4:58 (C. Burnett)
3. Passing the Time – 4:37
4. As You Said – 4:20
5. Pressed Rat and Warthog – 3:13 (G. Baker)
6. Politician – 4:12 (J. Bruce, P. Brown)
7. Those Were the Days – 2:53 (G. Baker, M. Taylor)
8. Born Under a Bad Sign – 3:09 (Booker T. Jones, W. Bell)
9. Deserted Cities of the Heart – 3:38 (J. Bruce, P. Brown)

### Live at the Fillmore(disco due)
1. Crossroads – 4:14
2. Spoonful – 16:48
3. Traintime – 6:52
4. Toad – 16:16

Nonostante il disco sia intitolato Live at the Fillmore, solamente la quarta traccia è stata registrata a Fillmore West. Le altre tre tracce furono registrate dal vivo al Winterland Ballroom di San Francisco.

## Formazione
- Jack Bruce – voce, basso, violoncello, armonica a bocca, calliope, chitarra folk, flauto dolce
- Eric Clapton – chitarra elettrica, voce in Crossroads
- Ginger Baker – batteria, percussioni, campana, glockenspiel, voce in Pressed Rat and Warthog
- Felix Pappalardi – viola, basso, campana, organo